# San Martino Buon Albergo
San Martino Buon Albergo ist eine norditalienische Gemeinde (comune) mit 16.411 Einwohnern (Stand 31. Dezember 2023) in der Provinz Verona in Venetien. Die Gemeinde liegt etwa 9 Kilometer östlich von Verona und etwa 40 Kilometer westlich von Vicenza.

## Geschichte
Als San Martino wird der Ort erstmals 1146 bezeichnet. Bereits 489 hatte Theoderich der Große vor den Toren Veronas zwischen San Martino und San Michele sein Heer vor den Schlachten gegen Odoaker rasten lassen.

## Verkehr
Durch San Martino Buon Albergo führt die Strada Statale 11 Padana Superiore (SR 11). Von hier aus besteht auch Anschluss an die Autostrada A4 von Turin nach Triest. Der Bahnhof der Gemeinde liegt an der Bahnstrecke Mailand–Venedig.

## Persönlichkeiten
- Dionigio Canestrari (1865–1933), Organist und Komponist
- Arturo Bresciani (1899–1948), Radrennfahrer
- Giuseppe Zenti (* 1947), Bischof von Verona

## Städtepartnerschaften
- Voitsberg, Steiermark